# Camissonia strigulosa
Camissonia strigulosa là một loài thực vật có hoa trong họ Anh thảo chiều. Loài này được (Fisch. & C.A.Mey.) P.H.Raven mô tả khoa học đầu tiên năm 1969.

## Hình ảnh

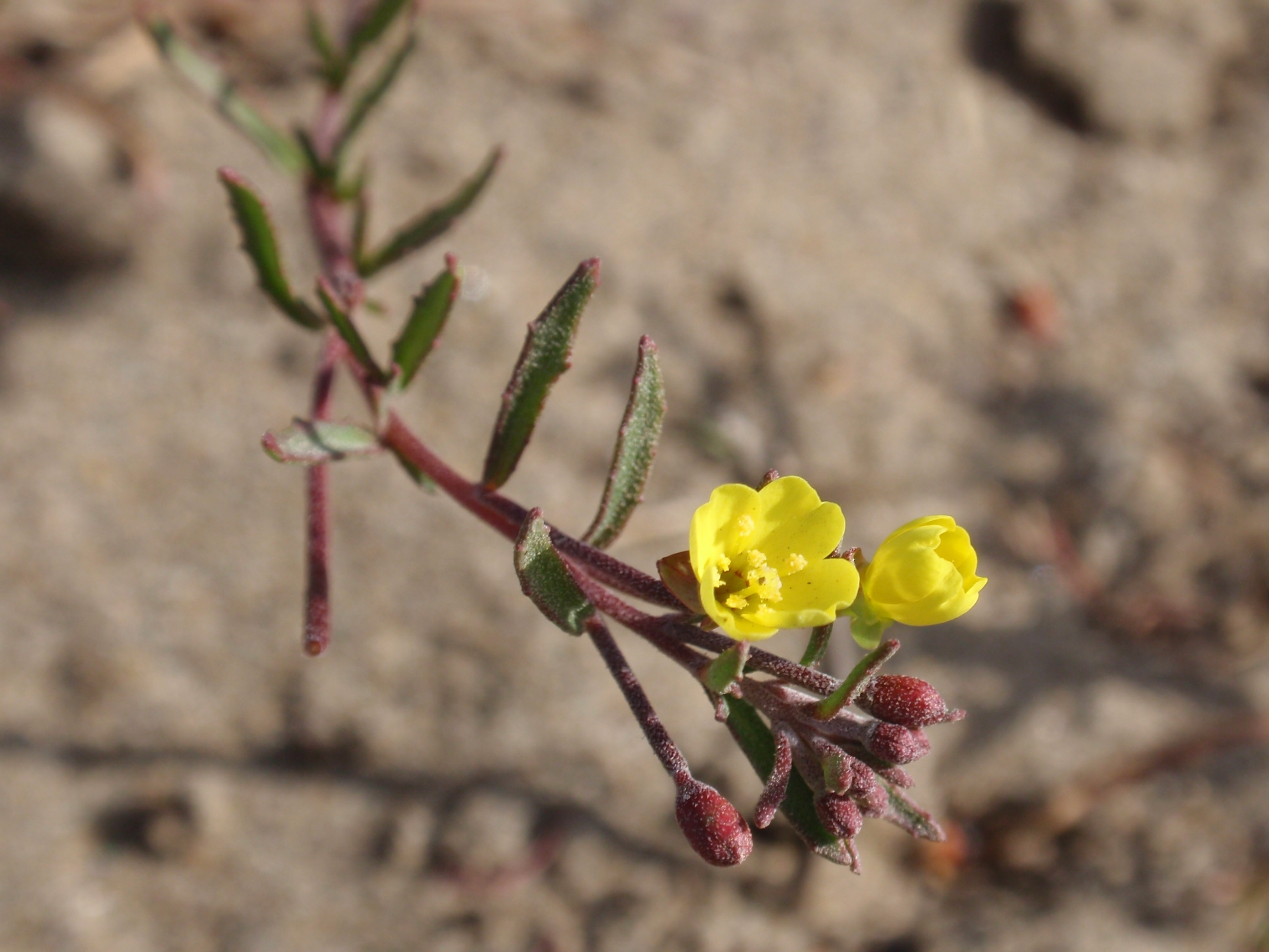
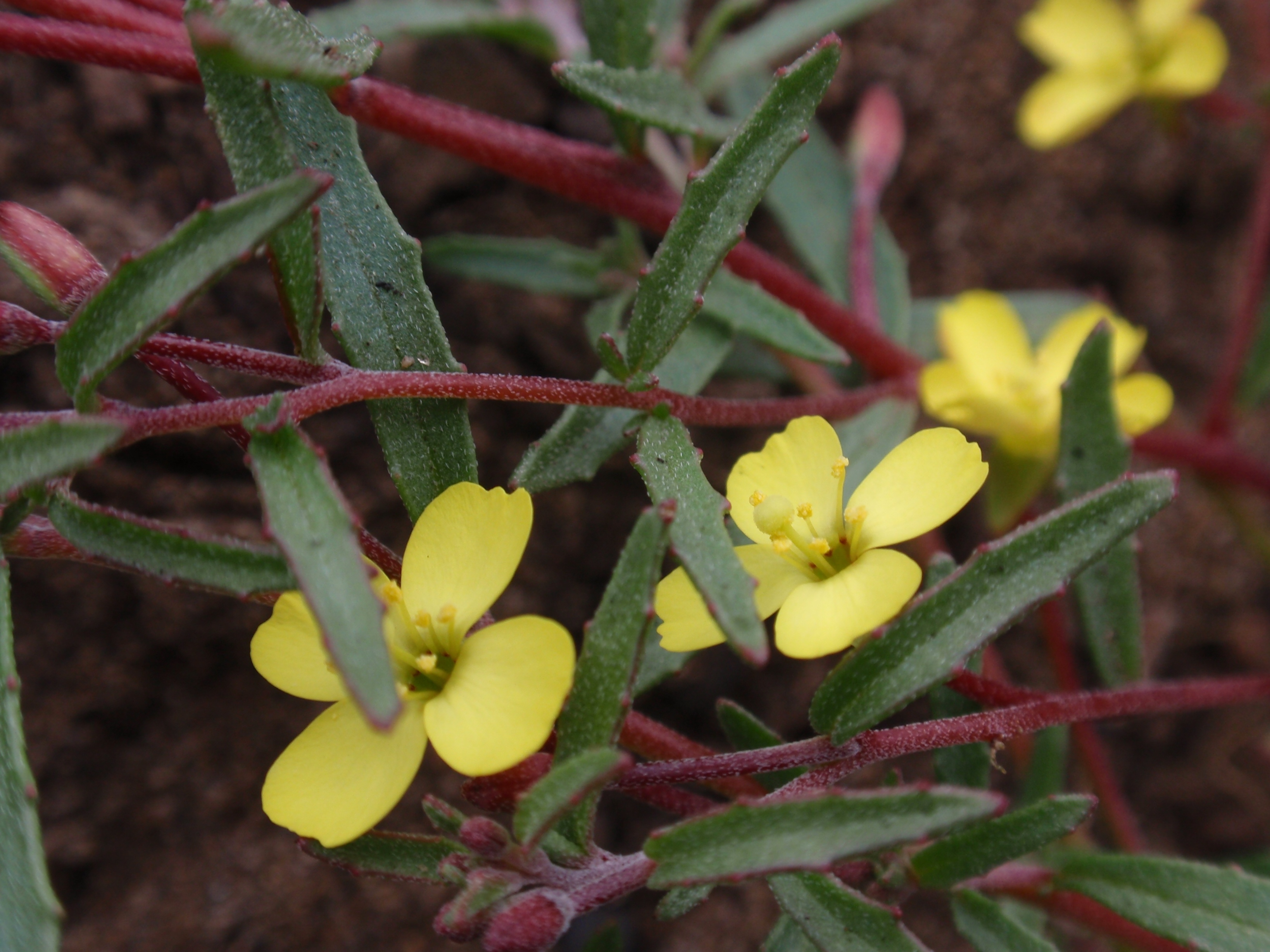